# Нуар, Тьери
Тьери́ Нуа́р (фр. Thierry Noir; род. 3 июня 1958, Лион, Франция) — французский стрит-артист, проживающий в Берлине, Германия. Был первым уличным художником, начавшим рисовать на Берлинской стене. За пять лет покрыл художественными изображениями 5 км стены.

## Биография
Родился в 1958 году во французском городе Лионе, где прожил первые годы жизни. Затем, не сумев обустроиться в жизни, решил всё резко изменить и в январе 1982 года переехал в Западный Берлин. Не имея средств к существованию, поселился в сквоте — расположенной в районе Кройцберг прямо у Берлинской стены заброшенной больнице, преобразованной в 1978 году в полулегальный «молодёжный центр». В этом доме, где также жили многочисленные художники, он прожил двадцать лет. Сам Тьери до этого никогда в жизни не рисовал, но когда его кто-то в очередной раз спросил, не художник ли он, он ответил «да». Чтобы как-то выжить, Нуар стал в меру умения писать живописные полотна и продавать их туристам в центральных районах Западного Берлина.
Я подумал: что за великий город — за 20 лет в Лионе я не встретил ни единого художника, а здесь за неделю я встретил 20.
Окна комнаты, где жил Тьери Нуар, выходили прямо на стену, по которой проходила граница с социалистической Германской Демократической Республикой. Из-за близости стены район был очень грустный и скучный: там не было ни уличного движения, ни магазинов, ни прохожих. Это была бетонная серая 3,5-метровая стена, на которой изредка были кое-как намалёваны граффити, представлявшие собой преимущественно всяческие лозунги: на треть — антиамериканские, на треть — антитурецкие и на треть — всякие прочие, обычно личного характера. В 80-е годы стрит-арт считался вандализмом, а немецкие стрит-артисты избегали к тому же рисовать на стене — она была для них своего рода табу, берлинцы именовали её «стеной позора». Но однажды в августе 1984 года первым из берлинских художников Тьери взял краски и принялся расписывать Берлинскую стену.

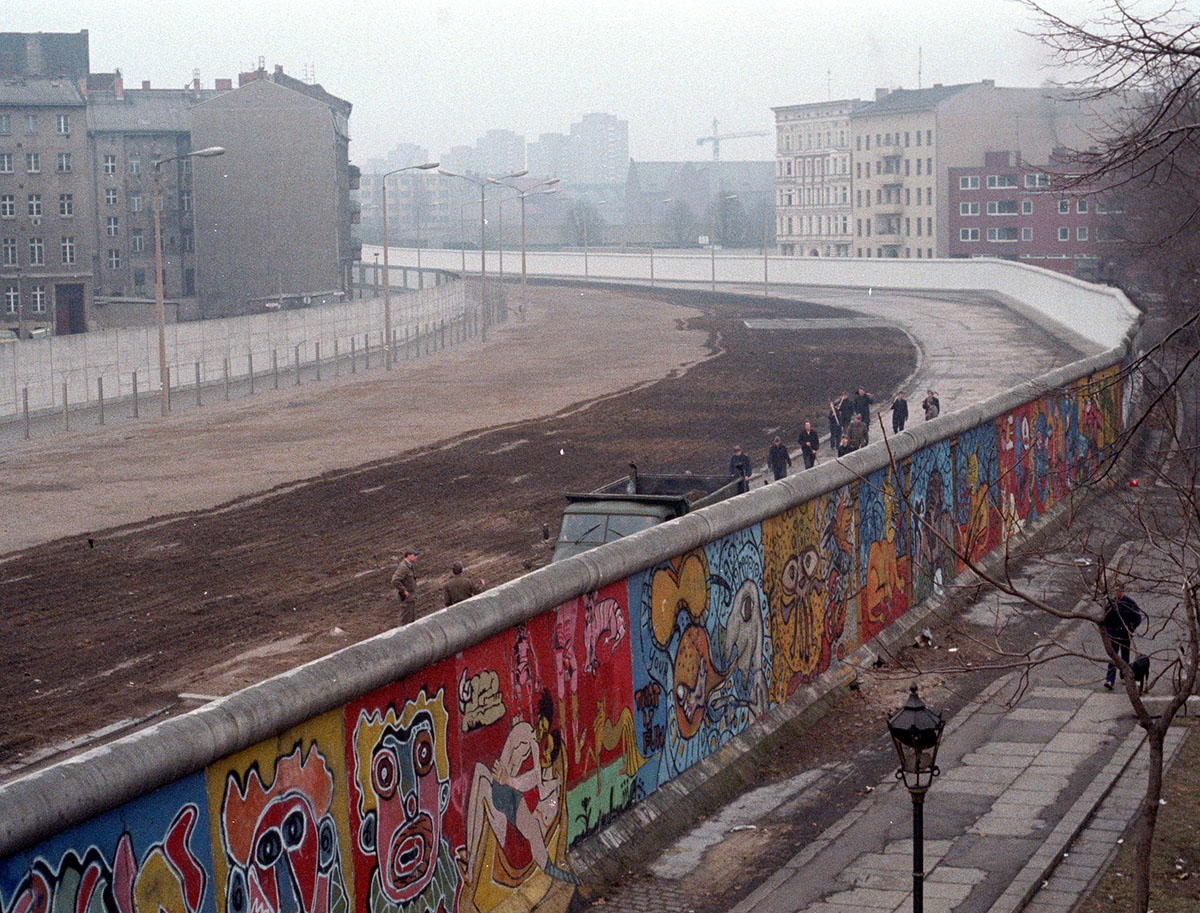
Берлинская стена в 1986 году. Фото Тьери Нуара из своего окна

Первоначально отношение западных берлинцев к творчеству Нуара было настороженное, часто даже враждебное. Некоторые полагали, что он работает за бюджетные деньги и были против такого расходования средств из своих налогов. Другие считали, что задачей Тьери было сделать более «презентабельной» стену, с чем они согласиться не могли. Художник на это отвечал, что сколько бы не потратить краски, не удастся сделать уродливую стену красивой, и что его задача — «преобразить её, сделать её смешной и помочь разрушить её». Он продолжал рисовать и к моменту падения стены в 1989 году покрыл изображениями около 5 км из 45 км, находившихся в городской черте.
При рисовании надо было быть осторожным, поскольку граница на самом деле проходила не по стене, а в нескольких метрах от неё, так что стена полностью находилась на территории ГДР. Стену патрулировали вооружённые охранники, которые имели полное право задерживать тех, кто приближался к ней слишком близко. За время существования Берлинской стены с 13 августа 1961 года по 13 ноября 1989 года не менее 98 человек были убиты при попытке перебраться через неё. При этом сам Тьери рассказывает, что, прожив напротив стены 20 лет, никогда не видел и не слышал там никаких выстрелов. Самое главное в жизни у стены, по его словам, была скука — там никогда ничего не происходило. Порой восточногерманские солдаты, завидев как он рисует, кричали на него в мегафон с требованиями прекратить, и он просто отходил от стены и ждал, пока они уйдут. Пару раз его пытались схватить, но опять же — он всего лишь отбегал на несколько метров вглубь Западного Берлина, и его никогда не преследовали. Лишь однажды Тьери оказался задержан солдатами ГДР — когда он со своим другом Кристофом Буше пытался просверлить в стене отверстия, чтобы прикрепить к ней металлическую дверь.

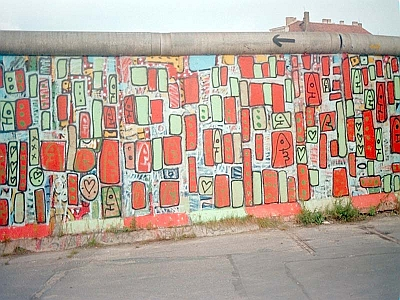
Рисунки Тьери Нуара на стене. 1986 год

Как-то раз Нуар продавал свои картины посетителям одного ресторанчика в центре Западного Берлина и познакомился с находившимся там кинорежиссёром Вимом Вендерсом. Они разговорились, и режиссёр пригласил Тьери в свой фильм «Небо над Берлином», который вышел на экраны в 1987 году. Художник сыграл самого себя: он изображён стоящим на стремянке и расписывающим стену — это единственный цветной фрагмент в чёрно-белом фильме.
Постепенно, особенно после выхода в прокат ставшего знаменитым фильма Вендерса, западные берлинцы привыкли к Тьери, перестали его сторониться и начали относиться к нему доброжелательно или по меньшей мере спокойно. Основными вопросами стали: «Кто вам за это платит?» и «Вы из ЦРУ?»
Если вы рисуете на улице, это сразу становится политикой, поскольку вы изменяете жизнь людей. Особенно в северной Европе, где зимы длинные и серые — вы порождаете секундную улыбку на их лицах.
13 ноября 1989 года стена пала, многие восточные берлинцы устремились в недоступный для них до этого Западный Берлин. Нуар же, захватив кисти и краски, отправился в противоположном направлении — к серо-бетонной поверхности стены с её восточной стороны. В течение некоторого времени он рисовал на стене и там — в частности, на той части стены, которая стала известна как East Side Gallery и является в наши дни одной из самых посещаемых берлинских достопримечательностей.
После объединения Германии бо́льшая часть стены была снесена. Её фрагменты, в том числе с рисунками Тьери Нуара, оказались выставлены в качестве музейных экспонатов в различных городах мира. Иногда его даже специально приглашали в различные страны — от Южной Кореи до Мексики — чтобы расписать находящиеся у них фрагменты бывшей Берлинской стены.
В 2009 году Нуар возглавил группу из 120 художников, которая занялась восстановлением пришедших в негодность за два десятилетия изображений на Берлинской стене.

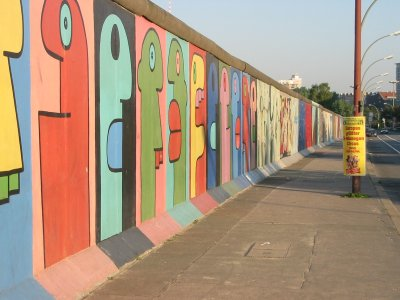
Рисунки Тьери Нуара в East Side Gallery. 2004 год

В августе — сентябре 2013 года Нуар принял участие в инициативе лондонской Далиджской картинной галереи, предложившей нескольким стрит-художникам сделать на улицах города «ремейки» знаменитых барочных картин из собрания галереи — каждому в своей манере. Тьери создал на стене одного из зданий в окрестностях галереи свою версию картины итальянского художника Джованни Баттиста Тьеполо «Иосиф получает кольцо фараона» (1755).
В апреле 2014 года в Галерее Ховарда Гриффина в Лондоне прошла первая персональная выставка Тьери Нуара, в октябре — в отделении той же галереи в Лос-Анджелесе. Следующая выставка была открыта для публики с июня по август 2015 года. Картины Нуара стоят 6—7 тысяч евро, однако это далеко не предел для уличных художников — в 2008 году творение Бэнкси «Перевёрнутая телефонная будка» была продана на аукционе за 450 000 евро.
Нуар продолжает рисовать на улицах, но теперь он редко делает это незаконно, как во времена раскрашивания Берлинской стены. Он продолжает использовать свой характерный стиль — простые угловатые фигуры. Часто он даже воссоздаёт образы, впервые появившиеся на свет в восьмидесятых годах в Западном Берлине. Берлин после падения стены стал очень либеральным местом для уличных художников. Тьери были также созданы несколько значительных уличных картин и в других городах — например, в Лондоне.

## Творчество

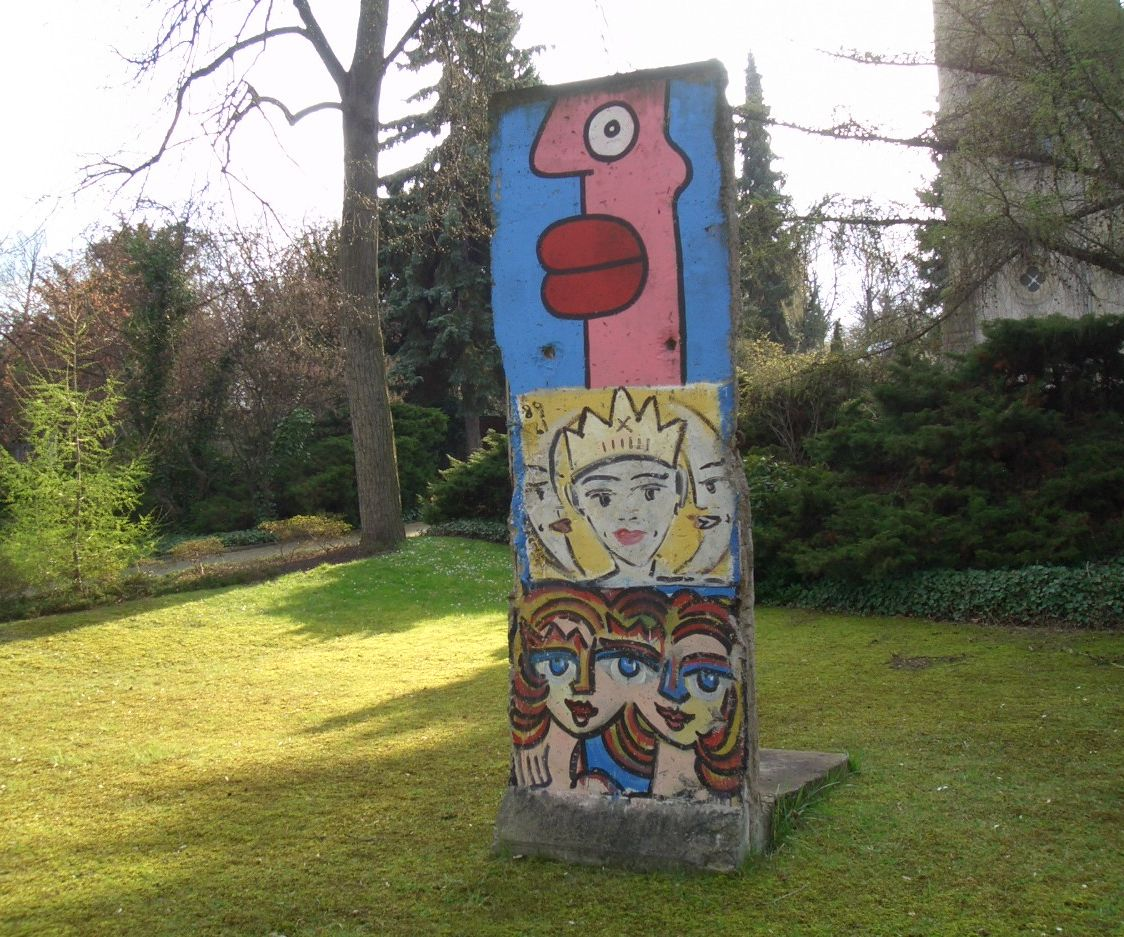
«Мать земля», рисунки Тьери Нуара (сверху), Кидди Ситни (в центре) и Кристофа Буше (внизу). Кладбище в Шарлоттенбурге, Берлин

Фрагмент стены с рисунками Тьери Нуара во Всемирном финансовом центре, Нью-Йорк

Уличные рисунки Тьери Нуара в Шордитче, Лондон

Творчество Нуара характеризуется яркими «мультяшными» цветами. Среди любимых сюжетов: огромные вытянутые лица с громадными губами, жёлтые крокодилы, цветные кролики, ярко расцвеченные слоны: смесь Пабло Пикассо и Жоана Миро, Жана-Мишеля Баския и Кита Харинга, преобразованных в духе поп-арта. Художник также отмечает, что на его творчество оказали большое внимание многие музыканты, среди которых Дэвид Боуи, Игги Поп, Лу Рид, Kraftwerk, Led Zeppelin, Нина Хаген.
Первые картины делались из подручных материалов: краска находилась на стройках в Кройцберге, цвета были те, какие удавалось найти — денег на покупку не было. Нуар говорит, что темы шли не «от головы к рукам», а наоборот. Тьери Нуар назвал своё творчество «манифестом быстрой формы», когда необходимо срочно нанести рисунок и не слишком отвлекаться людьми, заговаривающими с вами, или пограничниками, стремящимися вас задержать. Художник не любит, когда его творчество называют «граффити», предпочитая вместо него неологизм собственного изобретения «километровое искусство». Для создания изображения, по мнению Нуара, достаточно «двух идей и трёх цветов».
После падения Берлинской стены рисунки Нуара вместе с её фрагментами попали во многие города, парки и музеи, среди которых:
- Бэттери-парк, Нью-Йорк, США;
- Иокогама, Япония;
- Коллекция Джерри Спайера[англ.], Нью-Йорк, США;
- Музей Венде[англ.], Лос-Анджелес, США;
- Музей журналистики и новостей, Вашингтон, США;
- Национальный музей Военно-воздушных сил США, Дейтон, США;
- Парк Свободы, Инчхон, Южная Корея;
- Сочимилько, Мексика;
- Университет Лойола-Мэримаунт[англ.], Лос-Анджелес, США.

В 1990 году рисунки Нуара на стене вошли в оформление альбома Achtung Baby группы U2.